# Episodi de Il dr. Slump e Arale
Il dr. Slump e Arale (Dr.スランプ アラレちゃん?, Dr. Slump Arale-chan) è una serie TV anime di 243 episodi prodotta da Toei Animation e trasmessa su Fuji TV dall'8 aprile 1981 al 19 febbraio 1986, per la regia generale di Minoru Okazaki, tratto dal manga Dr. Slump di Akira Toriyama.
In Italia sono stati trasmessi 51 episodi nel 1983 su Rete 4, mentre i restanti episodi andarono per la prima volta in onda negli anni duemila su Italia 1, fino al 2006, con un nuovo doppiaggio (che riadattava anche i primi 51) e con il titolo What a Mess Slump e Arale (come il remake del 1997).

## Lista episodi
Di seguito la lista degli episodi. I titoli riportati a destra sono quelli dell'edizione italiana degli anni ottanta che copre solo 51 episodi.
| Nº  | Titolo italiano (edizione Merak Film / edizione CRC) | In onda           | In onda |
| Nº  | Titolo italiano (edizione Merak Film / edizione CRC) | Giapponese        |         |
| 1   | Siamo amici? / n.d. | 8 aprile 1981     |         |
| 1   | Al villaggio Pinguino, Senbei Norimaki detto Dr. Slump crea una bambina robot di nome Arale. Dopo averle con qualche difficoltà comprato dei vestiti, la porta al Coffee Pot, e alle domande di Aoi Kimidori, Senbei è costretto a spacciare Arale per sua sorella per non dirle la verità. Subito dopo la iscrive a scuola media dove insegna la maestra Midori Yamabuki, con i dubbi del preside a conoscenza della morte dei genitori di Senbei, unico genito. A scuola la bambina riuscirà subito a diventare amica di Akane Kimidori, Taro e Peesuke Soramame. |                   |         |
| 2   | Attività extrascolastiche / Arale va a scuola 「アラレちゃん学校へ」 - Arale-chan Gakkou heIl dettaglio mancante / n.d. 「アレッ！･･･がない」 - Are! *** ga nai | 15 aprile 1981    |         |
| 2   | Arale grazie alla sua incredibile potenza eccelle in qualunque club scolastico. La bambina si accorge di avere qualcosa mancante rispetto a tutte le altre ragazze. Senbei allora, credendo si tratti dell'apparato genitale e non avendo conoscenza precisa della fisionomia delle donne, crea degli occhiali speciali che gli permettono di vedere soltanto i corpi delle persone. Il Dr. Slump sfrutterà questi occhiali per cercare di sbirciare le grazie di Aoi e di Midori. Alla fine si scoprirà che ciò che voleva Arale era l'ombelico. |                   |         |
| 3   | Il professore e lo scivolo del tempo / La macchina del tempo 「タイムスリッパーで大冒険」 - Time Slipper de DaiboukenChe razza di uovo è questo? / n.d. 「なんのタマゴ?!」 - Nanno Tamago?! | 22 aprile 1981    |         |
| 3   | Il Dr. Slump crea Time Slipper lo scivolo del tempo, che consente di viaggiare nel passato. Arale finisce da sola nell'epoca Sengoku, e Senbei ne perde traccia, finché la bambina robot torna con un regalo di Taro Urashima. Successivamente Senbei, Arale e Peesuke vanno a fare una gita nella preistoria, qui oltre ad alcuni pericoli, trovano un bambino primitivo identico a Peesuke che in cambio dell'accendino regala ad Arale un uovo molto grosso. Una volta tornati nel presente l'uovo misterioso si schiude e ne esce uno strambo neonato dai capelli verdi e le antennine. |                   |         |
| 4   | Un bambino con le ali / n.d. 「あや?!男の子?女の子?」 - Oya?! Otokonoko? Onnanoko?Mangi / Gatchan 「お使いガッちゃん」 - Otsukai Gacchan | 6 maggio 1981     |         |
| 4   | Senbei è preoccupato per l'arrivo del neonato, non sapendo come spiegare alla signorina Midori che non è suo figlio. Arale vorrebbe allattarlo, ma ovviamente essendo un robot non ha i seni. Senbei ingenuamente chiede ad Aoi, la sorella maggiore di Akane (madre nel doppiaggio italiano), di allattarlo, lei ovviamente si infuria. Mentre Senbei fa il bagno al neonato, chiamato da Arale "Gacchan" (derivante dai kaijū tipo Godzilla e Gomera), si accorge che è una bambina (nell'edizione italiana di Mediaset si chiama Mangi, e la scoperta che è una bambina è omessa), inoltre essa ha le ali. Gacchan esce da casa e combina un sacco di guai, divorando tutto ciò che gli capita a tiro. Alla fine confondendosi in una cucciolata di gatti, viene scoperto da Midori, che prende molto bene il fatto che Senbei abbia un bambino. |                   |         |
| 5   | Un orso per amico / n.d. 「クマさん友だち!!」 - Kuma-san Tomodachi!!Un'invenzione pericolosa / La pistola raggio riduttore 「新発明！デカチビ光線銃」 - Shinhatsumei! Dekachibi Kousenjuu | 13 maggio 1981    |         |
| 5   | Arale gioca con Akane e finisce per scontrarsi su un muro di un'abitazione privata. Akane, insieme a sua sorella maggiore Aoi spiega che in quell'abitazione viene tenuto prigioniero un orso. Arale vedendo l'orso venire maltrattato dal suo domatore, lo libera e porta a casa, ma l'orso ha i muscoli atrofizzati, così Senbei lo allena. Riportato fra le nevi, l'orso viene ucciso da due cacciatori, e quindi trasformato da Dr. Slump in un essere cibernetico. Senbei costruisce un Variatore di dimensioni e con esso vorrebbe stupire la signorina Midori. Al Super Market quindi, cerca di aiutarla con la spesa rimpicciolendola, ma si accorge di essersi portato un fon. Il vero variatore di dimensioni è in mano ad Arale che nel frattempo ha messo a soqquadro l'intero quartiere, rimpicciolendo casa Norimaki, ingigantendo se stessa, gli insetti e le lucertole, infine rendendo la luna più grande della Terra.                                     |                   |         |
| 6   | Arriva l'insegnante / La visita di Miss Florinda 「先生がくるよ！」 - Sensei ga kuru yo!Arale e il rapinatore / n.d. 「アラレ誘かいされる！」 - Arale yūkai sareru! | 20 maggio 1981    |         |
| 7   | Vai così Arale! / W Arale! 「とつげきアラレちゃん」 - Totsugeki Arale-chan | 27 maggio 1981    |         |
| 7   | La sveglia non riesce a svegliare Arale e si rattrista. La bambina robot a scuola mangia il pranzo di Akane perché lei le dice che così crescerà, inoltre inghiotte anche dei cioccolatini al whisky beccandosi insieme all'amica, delle sculacciate dalla maestra Midori, di cui però Arale non proverà alcun dolore, ma solo solletico. Al ritorno a casa, Arale trova 100yen per terra e con il consiglio di Peesuke li "restituisce" ai due sfortunati agenti di polizia Gala e Pagos lanciandogli addosso una banca. Senbei a casa non ha voglia di preparare la cena così chiede ad Arale, ma ovviamente la cena sarà un disastro. La bambina ha un malore allo stomaco, Senbei così estrae il cibo integro che aveva immagazzinato e lo mangia lui. |                   |         |
| 8   | La volpe dispettosa / La storia di Donbe 「ドンベ物語」 - Donbe Monogatari | 3 giugno 1981     |         |
| 8   | Il villaggio Pinguino è turbato dagli scherzi dispettosi della volpe Donbe, che ha l'abilità di mutare il suo aspetto. Esso odia gli esseri umani perché hanno trasformato sua madre in una pelliccia, e suo padre è stato involontariamente mangiato dopo che si era trasformato in cibo per scherzo. Donbe prende di mira Arale, ma lei è troppo veloce, così raggiunta a scuola, tenta di mangiarsi tutto il pesce della mensa prendendo l'aspetto di Midori (che aveva perso i sensi per colpa di un serpente portato da Arale), i ragazzi però lo scoprono e lui fugge. Senbei ingannato dalla volpe va a scuola e viene imprigionato dagli studenti. Comunque Donbe tenta di spaventare Arale trasformandosi, ma la ragazza rimane impassibile e lo spaventa a sua volta. Donbe più tardi si ferisce con una tagliola, e Arale si offre di aiutarlo facendolo medicare da Senbei, che verrà quindi ricompensato con una giara di pesci.                               |                   |         |
| 9   | Un piano quasi perfetto / Missione speciale 「イチゴパンツ大作戦」 - Ichigo Pantsu Taisaku Ikusa | 10 giugno 1981    |         |
| 9   | Senbei sgrida Arale per una canzone diseducativa appresa dalla maestra Midori, qui scopre che la bella insegnante ha delle mutandine con disegnate delle fragole, il Dr. Slump quindi ossessionato dal volerle guardare a tutti i costi, ingegna un piano complicatissimo, che prevede un'assurda sequenza di eventi consecutivi operati dagli animali amici di Arale che si concludono con lo starnuto del maialino che farà alzare la gonna di Midori quando passerà per la via di casa. Il primo tentativo fallisce perché Midori non usa la gonna, il secondo perché l'agricoltore-ippopotamo si mette in mezzo e subisce lui la folata di vento. |                   |         |
| 10  | Re Nicochan attacca la Terra / Devil King attacca la Terra 「あァ地球SOS!!」 - Aa Chikyuu SOS!! | 17 giugno 1981    |         |
| 10  | Nell'infinito universo, una navicella si avvicina alla Terra, al comando di questa ci sono Re Nicochan ed il suo fedele suddito, il loro scopo è catturare alcuni terrestri con una sonda. Per loro sfortuna, la terrestre presa di mira, è la piccola Arale Norimaki. Dopo alcuni tentativi maldestri, riescono a portare lei e Gacchan nella navicella. Arale quindi chiede allo strano alieno cosa sono le sue "antenne"; esse invero, sono le sue narici, e la sua testa è un fondo-schiena, e avendo le narici vicine all'ano deve stare attento alle flatulenze. Re Nicochan cerca di spaventare la terrestre distruggendo Marte con il cannone della sua astronave, ma quando va per puntare la Terra, Gacchan si mangia gran parte della nave spaziale. Arale li porta a casa Norimaki per far costruire un nuovo mezzo da Senbei, ma quest'ultimo per un equivoco costruisce loro una semplice automobile, così i due sono costretti a rimanere sul pianeta Terra. |                   |         |
| 11  | Giochi infantili / Forza ragazzi! 「テケテケチルドレン」 - Teketeke ChildrenLa poliziotta e l'uomo invisibile / n.d. 「こわいこわい婦警さん」 - Kowai Kowai Fukei-san | 24 giugno 1981    |         |
| 11  | Arale e Gacchan fanno amicizia con la bambina Kinoko Sarada mentre giocava con la sabbia. Arrivato anche Taro sul posto, i quattro giocano alla famiglia, ma Taro per evadere al gioco, perché Kinoko lo prevedeva troppo realistico, consiglia di giocare a nascondino, così da andarsene a casa, ma tocca a lui fare la conta. Kinoko vedendo Arale vestita "poco trendy", la porta a casa per vestirla e truccarla più alla moda. La sera al villaggio Pinguino iniziano a circolare strane voci, Senbei è preoccupato che sua "sorella" non torna a casa, e Taro rimane tutta la sera a cercare Kinoko, Arale e Gacchan; queste ultime due, rincasano pesantemente truccate. |                   |         |
| 12  | La pistola trasformatrice / Trasformazione magica 「変身ポンポコガン」 - Henshin Ponpoko GunArale vola nel cielo / n.d. 「アラレ空をとぶ!」 - Arale Sora wo Tobu! | 1º luglio 1981    |         |
| 13  | La minaccia della brava bambina / Arale, bambina pestifera 「恐怖のよいこっコ」 - Kyoufu no Yoikokko | 8 luglio 1981     |         |
| 14  | Uno strano supereroe / Suppaman l’eroe 「英雄スッパマン」 - Eiyuu Suppaman | 15 luglio 1981    |         |
| 15  | Arale va a fare compere / n.d. 「おつかいアラレちゃん」 - Otsukai Arale-chanArale va allo zoo / Arale e gli animali 「わいわいワイルドランド」 - Waiwai Wild Land | 22 luglio 1981    |         |
| 16  | Scambio di persona / n.d. 「アラレはあかね!?」 - Arale wa Akane!?La macchina che fotografa il futuro / La macchina fotografica del futuro 「あすに向って！」 - Asu ni Mukatte! | 29 luglio 1981    |         |
| 17  | La notte dei mostri / La notte del mostro 「恐怖のモンスターズナイト」 - Kyoufu no Monsters Night | 5 agosto 1981     |         |
| 18  | Nel mondo delle favole / La macchina e le meraviglie 「おとぎマシーン」 - Otogi MachineMamma gorilla / n.d. 「殺しのびびるマン」 - Koroshi no Bibiru Man | 12 agosto 1981    |         |
| 19  | Una nuotata tra i secoli / Una nuotata nel passato 「アラレ大昔へ海水浴に」 - Arale Oomukashi he Kaisuiyoku ni | 19 agosto 1981    |         |
| 20  | Chi la dura la vince / Funghetto scappa di casa 「きのこちゃん家出」 - Kinoko-chan Iede | 26 agosto 1981    |         |
| 21  | Appuntamento nello spazio / Gita nello spazio 「宇宙でデート大冒険」 - Uchuu de Date Daibouken | 9 settembre 1981  |         |
| 22  | Avanti e indietro nel tempo / Viaggio nello spazio 「おどろきセンちゃん」 - Odoroki Sen-chan | 16 settembre 1981 |         |
| 23  | Il primo appuntamento di Arale / L’appuntamento 「アラレのほよよデート」 - Arale no Hoyoyo DateLe trasformazioni di Arale / n.d. 「バイバイめっちゃんこパワー」 - Baibai Mecchanko Power | 23 settembre 1981 |         |
| 24  | La trasformazione di Arale / La grande trasformazione 「アラレちゃん大変身!!」 - Arale-chan Dai Henshin!! | 30 settembre 1981 |         |
| 25  | Un nuovo compagno di classe / Lo studente della Metro-isola 「都会からの転校生」 - Tokai kara no Tenkousei | 14 ottobre 1981   |         |
| 26  | Arale Television / Operazione occhio-Arale 「アラレ目大作戦!!」 - Arale Me Daisaku Sen!! | 21 ottobre 1981   |         |
| 27  | Un cucciolo per amico / Un nuovo amico 「ワーイ！新しいお友だち」 - Waai! Atarashii Otomodachi | 28 ottobre 1981   |         |
| 28  | Addio, amico! / Arrivederci Unci 「さようなら ガッちゃん!!」 - Sayounara Gacchan!! | 4 novembre 1981   |         |
| 29  | Lo scherzo / I magnifici tre 「かわゆい！ラブリーおっさんトリオ」 - Kawayui! Lovely Occhin Torio | 11 novembre 1981  |         |
| 30  | Peesuke innamorato / Il primo amore di Pippo 「ドキドキわくわく！はつこいピースケ」 - Dokidoki Wakuwaku! Hatsukoi Piisuke | 18 novembre 1981  |         |
| 31  | Agente Arale / Arale poliziotta 「アラレタッチャブル」 - Arale Tacchaburu | 25 novembre 1981  |         |
| 32  | Sogni d'oro / Sogno meraviglioso 「アラレのララバイ・ドリーム」 - Arale no Lullaby Dream | 2 dicembre 1981   |         |
| 33  | La gatta col cappuccetto rosso / Cappuccetto Rosso 「名作!? ネコずきんちゃん」 - Meisaku!? Nekozukin-chan | 9 dicembre 1981   |         |
| 34  | Attenzione al diavoletto! / Il bambino diavolo 「地獄の使者チビルくん」 - Jigoku no Shisha Chibiru-kun | 16 dicembre 1981  |         |
| 35  | Arriva Babbo Natale / Il falso Babbo Natale 「さんざんサンタさん」 - Sanzan Santa-san | 23 dicembre 1981  |         |
| 36  | La sorellina pestifera di Chivil / La ragazza diavolo 「はちゃめちゃでびるぎゃる」 - Hachamecha de Birugyaru | 30 dicembre 1981  |         |
| 37  | Il Musical di Cenerentola / Cenerentola 「アラレのミュージカル・シンデレラ」 - Arale no Musical Cinderella | 6 gennaio 1982    |         |
| 38  | Il dottor Mostro / Il misterioso dottor Mostro 「なぞの怪獣博士?!」 - Nazo no Kaijuu Hakase?! | 13 gennaio 1982   |         |
| 39  | Arale e il samurai / Arale ed il samurai 「対決！ムサシVSアラレちゃん」 - Taiketsu! Musashi VS Arale-chan | 20 gennaio 1982   |         |
| 40  | Il ritorno del supereroe / Suppaman l’eroe 「英雄スッパマン・パートII」 - Eiyuu Suppaman Part II | 27 gennaio 1982   |         |
| 41  | Il materializzatore di immagini / La pentola magica 「ホンモノマシーン」 - Honmono MachineQuando il gioco si fa duro....... - Sfida all’alba 「夜明けの暴走族」 - Yoake no Bousouzoku | 3 febbraio 1982   |         |
| 42  | L'eroico Parzan / Tarzan re della giungla 「ジャングルの王者 パーザン」 - Jungle no Ouja Parzan | 10 febbraio 1982  |         |
| 43  | Tanto rumore per nulla / La strana faccenda 「あや?! ドドドでペンギン村」 - Aya?! Dododo de Penguin Mura | 17 febbraio 1982  |         |
| 44  | Avventura in città / Arale va in città 「アラレちゃん都会島へ行く」 - Arale-chan Tokai Shima he Iku | 24 febbraio 1982  |         |
| 45  | Uno scherzo incredibilmente cattivo! / Scherzi diabolici 「悪魔の変身ごっコ」 - Akuma no Henshin Gokko | 3 marzo 1982      |         |
| 46  | Dal villaggio Pinguino con amore / Dal villaggio Pinguino con amore 「ペンギン村より愛をこめて」 - Penguin Mura yori Ai wo Komete | 10 marzo 1982     |         |
| 47  | Follie giurassiche / L’uomo primitivo 「ホヨヨ原人・恐竜時代」 - Hoyoyo Genjin・Kyouryuu Jidai | 17 marzo 1982     |         |
| 48  | Le verità nascoste / Al chiaro di luna 「チビルくんの アルバイト」 - Chibiru-kun no Arubaito | 24 marzo 1982     |         |
| 49  | La governante / Lascia fare ad Akiko 「アタシ おまかせアキコさん」 - Atashi Omakase Akiko-san | 31 marzo 1982     |         |
| 50  | L'appuntamento di Senbei / L’appuntamento 「ワーイ！デートだ コピーくん」 - Waai! Date da Copy-kun | 7 aprile 1982     |         |
| 51  | Arale compie un anno / La gara 「あんがと！ 謝恩カンケリ大会」 - Angato! Jaon Kankeri Taikai | 14 aprile 1982    |         |
| 52  | La banda di Arale 「アラレの怪盗ほよよ団」 - Arale no Kaitou Hoyoyo Dan | 21 aprile 1982    |         |
| 53  | Visite dalla capitale 「アン子ノン子の ディスカバー・いなか」 - Anko Nonko no Discover・Inaka | 28 aprile 1982    |         |
| 54  | Soffia e mastica! 「こども祭 ぷすぷす・はふはふ」 - Kodomo Matsuri Busu Busu Hafu Hafu | 5 maggio 1982     |         |
| 55  | Donne al volante.... 「すうぱー・どらいばー」 - Super Driver | 12 maggio 1982    |         |
| 56  | Il campione del mondo 「わたしって むちゃんこつおい?!」 - Watashi tte Muchanko Tsuoi?! | 19 maggio 1982    |         |
| 57  | La casa in miniatura 「夢のみにちゅあわが家」 - Yume no Minichuawa ga Ie | 26 maggio 1982    |         |
| 58  | La banda di Arale (seconda parte) 「アラレの 怪盗ほよよ団・パートII」 - Arale no Kaitou Hoyoyo Dan Part II | 2 giugno 1982     |         |
| 59  | La macchina fermatempo 「ドキドキわくわく タイム・ストップ」 - Dokidoki Wakuwaku Time Stop | 9 giugno 1982     |         |
| 60  | Suppaman, che eroe! 「スッパマン危機一髪」 - Suppaman Kiki Ippatsu | 16 giugno 1982    |         |
| 61  | Viaggio all'interno di Midori 「探検！ マンモスみどりちゃん」 - Tanken! Mammoth Midori-chan | 23 giugno 1982    |         |
| 62  | Arale e il principe 「こわーい！ モンスター プリンス」 - Kowaai! Monster Prince | 30 giugno 1982    |         |
| 63  | La festa della stella 「アラレの（新）たなばたものがたり」 - Arale no Marushin Tanabata Monogatari | 7 luglio 1982     |         |
| 64  | Senbei bebè 「ばぶばぶセンベエ」 - Babubabu Senbee | 14 luglio 1982    |         |
| 65  | Arale e i fuochi d'artificio 「キラキラ夜空の鼓笛隊」 - Kirakira Yozora no Kotekitai | 21 luglio 1982    |         |
| 66  | Arale e gli angeli 「オレたちゃ天使じゃない」 - Oretacha Tenshi Jyanai | 28 luglio 1982    |         |
| 67  | Il triciclo, che passione! 「愛のメルヘン!! 三輪車物語」 - Ai no Meruhen!! Sanrinsha Monogatari | 4 agosto 1982     |         |
| 68  | Partita a dadi nel deserto 「2013年 コンボット大作戦」 - 2013nen Konpotto Daisakusen | 11 agosto 1982    |         |
| 69  | Visita dallo spazio 「宇宙からの侵略者」 - Uchuu kara no Shinrakusha | 18 agosto 1982    |         |
| 70  | La notte araba di Arale 「アラレの あらびあんないと」 - Arale no Arabian Night | 25 agosto 1982    |         |
| 71  | Arale e il terribile Dr. Mashrit (prima parte) 「Dr.マシリトの野望」 - Dr. Mashirito no Yabou | 1º settembre 1982 |         |
| 72  | Arale e il terribile Dr. Mashrit (seconda parte) 「Dr.マシリトの野望 パートII」 - Dr. Mashirito no Yabou Part II | 8 settembre 1982  |         |
| 73  | Il grande sogno del Dr. Mashrit (prima parte) 「ペンギン村ウォーズ」 - Penguin Mura Wars | 15 settembre 1982 |         |
| 74  | Il grande sogno del Dr. Mashrit (seconda parte) 「ペンギン村ウォーズ パートII」 - Penguin Mura Wars Part II | 22 settembre 1982 |         |
| 75  | Arale ha perso la testa 「アラレちゃんの なくしもの」 - Arale-chan no Nakushimono | 29 settembre 1982 |         |
| 76  | La leggenda delle otto tombe del Villaggio Pinguino 「ペンギン村 八ッ墓ものがたり」 - Penguin Mura Yattsu Haka Monogatari | 6 ottobre 1982    |         |
| 77  | Suppaman contro Senbei 「正義のスッパマン VS 愛のセンベエ」 - Seigi no Suppaman VS Ai no Senbee | 13 ottobre 1982   |         |
| 78  | Arale nel paese delle meraviglie 「るんるんデート ふしぎの国」 - Runrun Date Fushigi no Kuni | 20 ottobre 1982   |         |
| 79  | Arale e il raffreddore 「はりきりアラレちゃん」 - Harikiri Arale-chan | 27 ottobre 1982   |         |
| 80  | Il gran premio di Villaggio Pinguino (prima parte) 「ペンギン村グランプリ」 - Penguin Mura Grand Prix | 3 novembre 1982   |         |
| 81  | Il gran premio di Villaggio Pinguino (seconda parte) 「ペンギン村グランプリ パートII」 - Penguin Mura Grand Prix Part II | 10 novembre 1982  |         |
| 82  | Il gran premio di Villaggio Pinguino (terza parte) 「ペンギン村グランプリ パートIII」 - Penguin Mura Grand Prix Part III | 17 novembre 1982  |         |
| 83  | Suppaman e il mistero del Villaggio Pinguino 「ペンギン村ミステリー」 - Penguin Mura Mystery | 24 novembre 1982  |         |
| 84  | Benvenuto, professore 「でっかいアタマが やってきた」 - Dekkai Atama ga Yatte Kita | 1º dicembre 1982  |         |
| 85  | È tempo di semina! 「恐怖の ベジタブルおじさん」 - Kyoufu no Vegetable Ojisan | 8 dicembre 1982   |         |
| 86  | Arriva il nonno 「アラレ出生のひみつ」 - Arale Shuushou no Himitsu | 15 dicembre 1982  |         |
| 87  | I piccoli fiammiferai 「アラレの マッチ売りの少女」 - Arale no Match Uri Shoujo | 22 dicembre 1982  |         |
| 88  | Il balletto, che passione 「赤い鼻緒ものがたり」 - Akai Hanao Monogatari | 29 dicembre 1982  |         |
| 89  | Arriva la famiglia Tachibana! 「摘さん一家が やってきた」 - Tsun-san Ikka ga Yattekita | 5 gennaio 1983    |         |
| 90  | Panico a scuola 「わくわく！ スクール・パニック」 - Wakuwaku! School・Panic | 12 gennaio 1983   |         |
| 91  | La donna del destino 「みえるみえるレンズマンズ」 - Mieru Mieru Lensmans | 19 gennaio 1983   |         |
| 92  | Visite dallo spazio 「流れ星 願い星」 - Nagareboshi Negai Hoshi | 26 gennaio 1983   |         |
| 93  | Dentro la felicità, fuori i diavoletti! 「フクは内オニは宇宙」 - Fukuha Uchi Oniha Uchuu | 2 febbraio 1983   |         |
| 94  | La missione spaziale 「エンジェルは 生きていた！」 - Angel wa Ikiteita! | 9 febbraio 1983   |         |
| 95  | Nostalgia di casa 「空飛ぶニコチャン」 - Soratobu Nikochan | 16 febbraio 1983  |         |
| 96  | Appuntamento coi fantasmi 「オバケDEデート」 - Obake DE Date | 23 febbraio 1983  |         |
| 97  | L'incontro di lotta 「恋はハートでパンチ」 - Koi wa Heart de Punch | 2 marzo 1983      |         |
| 98  | Ciao ciao, famiglia Tachibana 「さよなら摘さん一家」 - Sayonara Tsun-san Ikka | 9 marzo 1983      |         |
| 99  | Spok contro tutti 「スコップくんのめざめ」 - Scoop-kun wo Mezase | 16 marzo 1983     |         |
| 100 | Avventura nello spazio 「ご用だ！ 宇宙捕物帳」 - Goyou da! Uchuu Torimonochou | 23 marzo 1983     |         |
| 101 | Caccia al tesoro 「マシリト城のひみつ」 - Mashirito Shiro no Himitsu | 30 marzo 1983     |         |
| 102 | Midori in pentola 「ぼうけん、冒険、大冒険!!」 - Bouken, Bouken, Daibouken!! | 6 aprile 1983     |         |
| 103 | La coppia di ladri più in gamba del mondo 「本が大すきドロボーさん」 - Hon ga Daisuki Doroboo-san | 13 aprile 1983    |         |
| 104 | La gita scolastica 「ハレホレ アラレの修学旅行」 - Harehore Arale no Shuugakuryokou | 20 aprile 1983    |         |
| 105 | Chi è il vero Suppaman? 「三人のスッパマン」 - Sannin no Suppaman | 27 aprile 1983    |         |
| 106 | Una storia ghiacciata a lieto fine 「しあわせの 黄色いコイのぼり」 - Shiawase no Kiiroi Koi no Bori | 4 maggio 1983     |         |
| 107 | Il casco magico 「変身 コンコンヘルメット」 - Henshin Konkon Helmet | 11 maggio 1983    |         |
| 108 | I gangster 「やくざ屋さん いらっしゃい」 - Yakuzayasan Irasshai | 18 maggio 1983    |         |
| 109 | Suppaman, che eroe! 「つづけ！ われらがスッパマンに」 - Tsuzuke! Warera ga Suppaman ni | 25 maggio 1983    |         |
| 110 | Il libro di magia 「チビルと 悪魔の大辞典」 - Chibiru to Akuma no Dai Jiden | 1º giugno 1983    |         |
| 111 | Tutti a scuola di galateo 「きのこの一日せんせい」 - Kinoko no Ichinichi Sensei | 8 giugno 1983     |         |
| 112 | Quattro amici assetati di vendetta 「怒れる四人のならず者」 - Okoreru Yottari no Narazumono | 15 giugno 1983    |         |
| 113 | La gita dell'amore 「愛のえんそく SOS!!」 - Ai no Ensoku SOS!! | 22 giugno 1983    |         |
| 114 | Il diario illustrato di Arale 「アラレの絵日記」 - Arale no Enikki | 29 giugno 1983    |         |
| 115 | Mashrit e le focaccette ripiene 「ペンギンむら大魔神」 - Penguin Mura Dai Mashin | 6 luglio 1983     |         |
| 116 | La partita di baseball 「すうぱー ベイスボール」 - Super Baseball | 13 luglio 1983    |         |
| 117 | Re Nicochan torna a casa 「さよならニコチャン大王」 - Sayonara Nikochan Daiou | 20 luglio 1983    |         |
| 118 | Arale salva il pianeta Nicochan 「宇宙の対決！ アラレVSコマッタチャン」 - Uchuu no Taiketsu! Arale VS Komattachan | 27 luglio 1983    |         |
| 119 | Il campionato di atletica -prima parte- 「かけめぐる青春」 - Kakemeguru Seishun | 3 agosto 1983     |         |
| 120 | Il campionato di atletica -seconda parte- 「決定！ ペンギン村チャンピオン」 - Kettei! Penguin Mura Champion | 10 agosto 1983    |         |
| 121 | Una misteriosa scomparsa 「ミステリー 霧に消えた美女」 | 17 agosto 1983    |         |
| 122 | Le lenti a contatto magiche 「すきすきコンタクト」 | 24 agosto 1983    |         |
| 123 | Il compleanno di Midori 「やた！ プロポーズ大作戦」 | 31 agosto 1983    |         |
| 124 | Oggi sposi! 「けっこん！結婚!! ハカセとセンセー」 | 7 settembre 1983  |         |
| 125 | Luna di miele in compagnia 「空とぶ愛のハネムーン」 | 14 settembre 1983 |         |
| 126 | Vita di coppia 「わくわく 新婚ライフ」 | 21 settembre 1983 |         |
| 127 | Attenta Arale, hai un nuovo rivale! 「アラレ危うし！ 最強のライバル出現」 | 28 settembre 1983 |         |
| 128 | Come scegliere tra la giustizia e l'amore? 「正義と愛の板ばさみ」 | 5 ottobre 1983    |         |
| 129 | Chi è veramente Arale? 「やってきた！ 殺し屋センベエ」 | 12 ottobre 1983   |         |
| 130 | Nuovo nome per il super robot 「ぼく、オボッチャマン」 | 19 ottobre 1983   |         |
| 131 | Telepatia d'amore 「急げ！ 愛のテレパシー」 | 26 ottobre 1983   |         |
| 131 | Obotchaman è stato cacciato dal dottor Mashrito dal suo covo, quindi decide di andare al villaggio pinguino per stringere amicizia con Arale, che si è innamorata di lui. Ruba la casa di Suppaman per abitarla, ma, essendo un robot, esaurisce la sua energia (il robomitan A) e chiama Arale prima di chiudere gli occhi. |                   |         |
| 132 | Arale, che passione! 「どきどき トゥナイト」 | 2 novembre 1983   |         |
| 132 | Arale si autoinvita a casa di Obotchaman per dormire nel suo stesso letto, e, per non stare sola, si porta dietro le due Gacchan. Però poi arriva Tsukutsun che si ferma là a dormire, quindi lui dorme insieme ad Obotchaman, che non capisce perché il suo cervello elettronico sia irritato dalle sua presenza. Però poi scopre che era gelosia, visto che Tsukutsun era più bello di lui e avrebbe potuto conquistare Arale, ma poi scopre che era interessato ad Akane, quindi si tranquillizza. |                   |         |
| 133 | Primo giorno di scuola 「入学テストで ございます」 | 9 novembre 1983   |         |
| 134 | Che cosa uscirà dal bozzolo? 「ガッちゃん ガッちゃん」 | 23 novembre 1983  |         |
| 135 | Che appetito, ragazzi! 「イェーイ！ ボリバリ ボリバリ」 | 30 novembre 1983  |         |
| 136 | Supereroe in erba 「スッパマンの弟参上！」 | 7 dicembre 1983   |         |
| 137 | La prego, mi arresti! 「タイホしてちょ！」 | 14 dicembre 1983  |         |
| 138 | Il palazzo dei draghi 「いたいデー クリスマス」 | 21 dicembre 1983  |         |
| 139 | Un Natale pieno di sorprese 「すっぱまん太郎 ―おとぎの国へ！」 | 28 dicembre 1983  |         |
| 140 | Il robot più forte del mondo 「がんばれアラレ！ 地球最大の危機!!」 | 11 gennaio 1984   |         |
| 141 | Ambizioni di uno scienziato pazzo 「マシリト野望達成?!」 | 18 gennaio 1984   |         |
| 142 | Duplice identità 「合体しちった！」 | 25 gennaio 1984   |         |
| 143 | Cattivi presagi 「センベエさん死んじゃった?」 | 1º febbraio 1984  |         |
| 144 | Prove di volo 「プププ！ 空をゆく!!」 | 8 febbraio 1984   |         |
| 145 | Le lettere d'amore 「ドンベのジャマ恋ものがたり」 | 15 febbraio 1984  |         |
| 146 | Che frana, Suppaman 「燃えよ！ スッパマン」 | 22 febbraio 1984  |         |
| 147 | L'avventura di tre piccoli amici 「キミとボクの旅立ち」 | 29 febbraio 1984  |         |
| 148 | Il gorilla 「ガッちゃん えらい!!」 | 7 marzo 1984      |         |
| 149 | L'intervista 「お答えします スペシャル」 | 14 marzo 1984     |         |
| 150 | Sorpresa! 「シェイプアップみどりさん」 | 21 marzo 1984     |         |
| 151 | È nato Turbo! 「ターボくん誕生!!」 | 28 marzo 1984     |         |
| 152 | Chi ha i superpoteri? 「お父さんは宇宙人?!」 | 4 aprile 1984     |         |
| 153 | Nascondino "Turbo" 「恐怖のオニゴッコ」 | 11 aprile 1984    |         |
| 154 | Il robot Turbo 「直進！ターボくん」 | 18 aprile 1984    |         |
| 155 | L'incontro di baseball [1ª parte] 「対決！ 日米やきゅう大会」 | 25 aprile 1984    |         |
| 156 | L'incontro di baseball [2ª parte] 「日米やきゅう大会 パートII」 | 2 maggio 1984     |         |
| 157 | Sogno o son desto? 「これは夢です!!」 | 9 maggio 1984     |         |
| 158 | Al ristorante 「あこがれのレストラン」 | 16 maggio 1984    |         |
| 159 | Il fantasma 「真夜中にごめんください」 | 23 maggio 1984    |         |
| 160 | Mosche in famiglia 「恐怖の ハエ人間」 | 30 maggio 1984    |         |
| 161 | Viaggio nelle tenebre 「んちゃ！ エンマ大王さま」 | 6 giugno 1984     |         |
| 162 | Natale per finta 「うそんこクリスマス」 | 13 giugno 1984    |         |
| 163 | Il torneo [1 parte] 「世界一つおいの だ～れ!!」 | 20 giugno 1984    |         |
| 164 | Il torneo [2 parte] 「やたーっ！やたーっ！世界一!!」 | 27 giugno 1984    |         |
| 165 | Il passerotto di Torahachi 「とら八おじさんの文鳥」 | 11 luglio 1984    |         |
| 166 | Povero capo delle galassie! 「ガッちゃんの正体!!」 | 18 luglio 1984    |         |
| 167 | Il capo delle galassie si arrabbia! 「神さま大いに怒る!!」 | 25 luglio 1984    |         |
| 168 | Forza di volontà 「がんばれ タヌキくん!」 | 1º agosto 1984    |         |
| 169 | L'orologio ferma-tempo 「おひさしぶりの大発明!!」 | 15 agosto 1984    |         |
| 170 | Haru e i mostri 「おはるさんの 妖怪大戦争！」 | 22 agosto 1984    |         |
| 171 | La vendetta di Bottom 「復讐のドドンパ！」 | 29 agosto 1984    |         |
| 172 | L'isola fantasma 「キャハハで ゆうれい島」 | 5 settembre 1984  |         |
| 173 | Il documentario 「スッパマン レポーター大作戦」 | 12 settembre 1984 |         |
| 174 | L'oggetto volante non identificato 「なぞの飛行物体」 | 19 settembre 1984 |         |
| 175 | Avventura nei cieli [1ª parte] 「駆けずりまわる青春」 | 26 settembre 1984 |         |
| 176 | Avventura nei cieli [2ª parte] 「駆けずりまわる青春 完結篇」 | 10 ottobre 1984   |         |
| 177 | Gita sulla Terra 「ごぶさた ニコチャン」 | 17 ottobre 1984   |         |
| 178 | La medicina dell'amore 「ピースケ・愛の大冒険」 | 24 ottobre 1984   |         |
| 179 | Piccoli personaggi crescono… 「ウッカリ高校三年生」 | 31 ottobre 1984   |         |
| 180 | La patente di guida 「アラレの 自動車めんけしょー」 | 7 novembre 1984   |         |
| 181 | Un'eccitante corsa in moto 「疾走！オートバイこぞう」 | 14 novembre 1984  |         |
| 182 | Amore a due ruote 「アスファルトに 賭ける恋!」 | 21 novembre 1984  |         |
| 183 | Il poliziotto numero uno al mondo 「アイアムNO.1ポリスマン」 | 28 novembre 1984  |         |
| 184 | La rivincita di Arale 「アラレVSチャーミー山田」 | 5 dicembre 1984   |         |
| 185 | Addio con sorpresa 「さようなら!!アラレさん」 | 12 dicembre 1984  |         |
| 186 | La trasformazione 「スターさんが やってきた!!」 | 19 dicembre 1984  |         |
| 187 | Super robot 「みたか！ 超人スッパマン」 | 9 gennaio 1984    |         |
| 188 | La zucca dell'affetto 「どてカボチャの伝説」 | 16 gennaio 1984   |         |
| 189 | La cassaforte perfetta 「オー！マイきんこちゃん」 | 23 gennaio 1984   |         |
| 190 | Per un milione di yen 「やった！クイズで100万えん」 | 30 gennaio 1984   |         |
| 191 | Fermiamo il tempo 「ペンギン村 連続殺人事件」 | 6 febbraio 1984   |         |
| 192 | Il secondo gran premio di Villaggio Pinguino 「夢の ペンギン村グランプリ」 | 13 febbraio 1984  |         |
| 193 | La gara entra nel vivo 「走れ！とばせ！ つっぱしれ!」 | 20 febbraio 1984  |         |
| 194 | Una vittoria inaspettata 「決定！ペンギン村の新村長」 | 27 febbraio 1984  |         |
| 195 | Ci ameremo in futuro? 「愛は未来でたしかめて」 | 6 marzo 1984      |         |
| 196 | Villaggio Pinguino dieci anni dopo 「もういちど10年後」 | 13 marzo 1985     |         |
| 197 | La grande pianista Arale 「アラレの すぅぱーピアニスト」 | 20 marzo 1985     |         |
| 198 | Gli agenti segreti del professor Senbei 「ひみつ情報きょく」 | 27 marzo 1985     |         |
| 199 | Gli agenti segreti contro Mashrit 「ひみつ情報きょく 完結編」 | 3 aprile 1985     |         |
| 200 | Il ritorno di Akiko 「ひさしぶり！ 帰ってきたアキコさん」 | 10 aprile 1985    |         |
| 201 | L'antica fiaba giapponese 「アラレの日本昔ばなし」 | 17 aprile 1985    |         |
| 202 | Il valore dell'amicizia 「みんなみんな お友だち」 | 24 aprile 1985    |         |
| 203 | Amore a prima vista 「はつこい秘密指令」 | 1º maggio 1985    |         |
| 204 | Panico d'amore 「はちゃめちゃ ラブパニック」 | 8 maggio 1985     |         |
| 205 | La statua del gatto felice 「しあわせの ネコミミさん」 | 15 maggio 1985    |         |
| 206 | La cometa Alley 「激突！アレーすい星」 | 22 maggio 1985    |         |
| 207 | Tutti a lezione di buone maniere 「恐怖の おじょうひんゴッコ」 | 29 maggio 1985    |         |
| 208 | Il ritorno di Comattachan 「コマッタチャンの逆襲」 | 5 giugno 1985     |         |
| 209 | Il matrimonio di Arale 「アラレさん！結婚して下さい」 | 12 giugno 1985    |         |
| 210 | Le copie 「センベエ・センベエ」 | 19 giugno 1985    |         |
| 211 | Vietato fumare 「戦え!!キンエンマン」 | 26 giugno 1985    |         |
| 212 | Il robot Cupido 「なかなおりキューピッドロボ」 | 3 luglio 1985     |         |
| 213 | Alla conquista del mondo 「ドクター脳 ほよよ大作戦」 | 10 luglio 1985    |         |
| 214 | Ho fame! 「ありがとう！スッパマン」 | 17 luglio 1985    |         |
| 215 | Una grande prova d'amore 「サイレント・ラブ」 | 24 luglio 1985    |         |
| 216 | La visita del sindaco 「町長さんが来るよ！」 | 31 luglio 1985    |         |
| 217 | Suppaman, che eroe! 「スッパマンの子守歌」 | 7 agosto 1985     |         |
| 218 | Il pesce miracoloso 「きせきの焼き魚定食」 | 14 agosto 1985    |         |
| 219 | I mondi paralleli 「異次元への ご招待」 | 21 agosto 1985    |         |
| 220 | Amnesia 「カミナリさまが 落ちる日」 | 28 agosto 1985    |         |
| 221 | Arriva un nuovo insegnante 「スパルタ・ウォーズ」 | 4 settembre 1985  |         |
| 222 | L'incontro di wrestling 「がんばれっ！ プロレスラーさん」 | 11 settembre 1985 |         |
| 223 | Dov'è finito il sole? 「太陽さん家出しちった!?」 | 18 settembre 1985 |         |
| 224 | Il nuovo bar 「ときめきティールーム」 | 25 settembre 1985 |         |
| 225 | Chi vuole un gattino? 「ネコさんいらんかねぇ!!」 | 2 ottobre 1985    |         |
| 226 | La macchina dei sogni 「恐怖のドリーム・マシン」 | 9 ottobre 1985    |         |
| 227 | A scuola nella capitale 「アラレVS 都会島のいじめっコ」 | 16 ottobre 1985   |         |
| 228 | Giocattoli o amici? 「オモチャの んちゃちゃ」 | 23 ottobre 1985   |         |
| 229 | Il dirottamento 「アラレの エアポート'85」 | 30 ottobre 1985   |         |
| 230 | Un robot in cucina 「アラレの替え玉大作戦」 | 6 novembre 1985   |         |
| 231 | Il parco dei divertimenti 「わーい！ メルヘンランド!!」 | 20 novembre 1985  |         |
| 232 | Il silenzio è d'oro 「ノリマキ氏の 静かなる一日」 | 27 novembre 1985  |         |
| 233 | Il segreto della Terra 「バレタ!!地球のひみつ」 | 4 dicembre 1985   |         |
| 234 | A caccia della chiave 「ほよよ!!地球バラバラ」 | 11 dicembre 1985  |         |
| 235 | Il flagello dei Babbo Natale neri 「重大はっぴょうしまーす!!」 | 18 dicembre 1985  |         |
| 236 | L'annuncio inatteso di Senbei 「恐怖の ブラック・サンタ!!」 | 25 dicembre 1985  |         |
| 237 | L'audizione 「オーディションだよ!! 全員集合」 | 8 gennaio 1986    |         |
| 238 | Caccia al ruolo di protagonista 「激突!! 主役タイトルマッチ」 | 15 gennaio 1986   |         |
| 239 | Visite dalla Cina 「空とぶガール・フレンド」 | 22 gennaio 1986   |         |
| 240 | I piani malvagi di Toriyama 「さよならアラレちゃん消えたペンギン村」 | 29 gennaio 1986   |         |
| 241 | Chi è l'innamorato di Arale? 「さよならアラレちゃん見知らぬアラレの恋人」 | 5 febbraio 1986   |         |
| 242 | La svendita della polizia 「さよならアラレちゃん恐怖！ どきどきバーゲンセール」 | 12 febbraio 1986  |         |
| 243 | L'invenzione di Senbei 「さよならアラレちゃんバイチャ!またねー!!」 | 19 febbraio 1986  |         |